# Diego Joaquín M. Ibarbia
Diego Joaquín M. Ibarbia (General Guido, Buenos Aires, 1 de febrero de 1906-Buenos Aires, 4 de septiembre de 2004) fue un Ingeniero Agrónomo, Abogado, político conservador y académico argentino, miembro de número de la Academia Nacional de Agronomía y Veterinaria, y noveno presidente del Consejo Profesional de Ingeniería Agronómica de la República Argentina. Destacado como Director del Instituto de Colonización de la Provincia de Buenos Aires y como dirigente vasco. 

## Biografía[1]
Diego Joaquín Ibarbia era hijo de Diego Ibarbia y Francisca Olariaga, nació en General Guido, provincia de Buenos Aires, el 1 de febrero de 1906, en el seno de una familia con raíces vascas, demostró desde muy joven extraordinarias condiciones de pasión ciudadana y de liderazgo entre sus pares, ya que siendo alumno de la Facultad de Agronomía de la Universidad de La Plata, se hizo cargo de funciones destacadas. Aunque militó en el  Partido Conservador , se manifestó en contra de la  revolución del 6 de septiembre de 1930 y luego, contra la deposición del Presidente Arturo Illia, entendiendo que esos exabruptos políticos representaban un alto riesgo para el desenvolvimiento institucional del país. Eso lo llevó a renunciar a su afiliación al partido, en desacuerdo con su conducción.
Desde 1933, se vinculó a la Dirección de Agronomía, Ganadería e Industria de la Provincia de Buenos Aires, donde, tras reiterados ascensos, trabajó en sus estancias Los Nogales (en General Madariaga), Tamangueyú (en Lobería), La Nora (en Quequén) y Santo Domingo (en Benito Juárez) y, junto con José María Bustillo y Miguel Casares, creó el Instituto de Colonización de Buenos Aires, del que fue director, entidad que compraba tierras en la provincia y las vendía con facilidades a colonos. Así se formaron 16 colonias en 131.000 hectáreas. Ocupó la Secretaría del recién fundado Instituto Autárquico de Colonización. Allí siguió vinculado un largo período, signado por renuncias y reincorporaciones en reconocimiento de sus méritos. En efecto, durante su gestión de esos años, recibió las más altas muestras de aprecio de referentes nacionales y extranjeros.
En 1955, cuando ya Ibarbia actuaba como productor agropecuario independiente, y había alcanzado el título de abogado en la Universidad de Buenos Aires, fue llamado a ocupar la delicada función de Presidente de la Cámara de Arrendamientos y Aparcerías Rurales, que asumía el manejo de los muy serios problemas de los regímenes de arrendamientos rurales establecidos en la época precedente. El siguiente año, con destacable diligencia en un tema tan difícil, elevó al Poder Ejecutivo el que resultaría famoso Plan de Transformación Agraria, que resultaría un punto de inflexión fundamental para resolver el problema de la denominada «petrificación de los arrendamientos». Gracias a ese mecanismo se resolvieron pacíficamente infinidad de posibles litigios, se consolidaron 187.000 nuevos propietarios y dejó de tener una connotación negativa el remanido eslogan de «la tierra para el que la trabaja».
Los hechos surgidos de la participación de Ibarbia fueron afortunadamente apreciados por muchos de sus coetáneos, que lo hicieron miembro y Presidente de hecho u honorario, de un sinnúmero de entidades y proyectos.
Además de su actuación en organismos nacionales e internacionales, casi siempre en temas de inmigración, colonización u otros vinculados a la producción agropecuaria, fue Profesor Titular de Legislación Rural, en el Departamento de Economía de la Facultad de Agronomía y Veterinaria de la Universidad de Buenos Aires y dirigente de la Sociedad Rural Argentina, en diversos cargos, hasta ser designado socio vitalicio.
Debo mencionar además expresamente que Joaquín, como lo llamaban sus amigos, rechazó su designación como Secretario de Agricultura y como Presidente de Parques Nacionales, por no sentirse consustanciado con los gobiernos del momento, lo que eleva a muy alto nivel sus convicciones cívicas.
Toda esa sucesión de vivencias, cumplidas con la mayor excelencia y elevación moral, lo llevaron a ser designado Miembro de Número de las Academia Nacional de Ciencias Morales y Políticas, de la Academia del Plata y de la Academia Nacional de Agronomía y Veterinaria, en las cuales desempeñó tareas directivas importantes. No está de más recordar que, al haber cumplido más de treinta y cinco años como cofrade de la Academia, intentó renunciar aduciendo el peso de sus más de noventa años. En aquel momento, la cual fue rechazada por unanimidad de los miembros, indicándole que todavía se esperaba mucho de su persona y de sus méritos.
Diego Joaquín Ibarbia, siempre hizo honor a su estirpe vascuence, actuando en la promoción y en la dirección de entidades y actividades de esa noble colectividad. Por el otro, nuestro recordado amigo fue un excelente productor en varios ramos agropecuarios, solo o asociado, actividades en las que persistió hasta su muerte. Para terminar, cabe mencionar que Ibarbia vivió acompañado por una compañera admirable y por hijos de pro

## Inmigración Vasca[2]
fundaron en los años 40 el Comité Pro-Inmigración Vasca, del que tan reconocido recuerdo guardan muchas familias de vascos que gracias a su acción lograron radicarse en la Argentina en los crudos años que vivió Euskal Herria en plena postguerra franquista. Nacido en la bonaerense ciudad de General Guido, Diego Ibarbia era ingeniero agrónomo, abogado y titular de un excelente currículo humano y profesional. En su faceta vasca, fue presidente del Instituto Americano de Estudios Vascos, miembro de honor del Laurak Bat y de la Fundación Juan de Garay.
EUSKAL KULTURA. Recibió en la casa el legado y el sentimiento de pertenencia a la comunidad vasca y visitó por primera vez Euskal Herria en 1927. En el seno de la comunidad vasca, Diego Joaquín Ibarbia fue además presidente del Instituto Americano de Estudios Vascos, miembro honorario del Centro Laurak Bat y miembro fundador de la Fundación Vasco Argentina Juan de Garay, además de un infatigable trabajador, activo y desinteresado, enamorado de su cultura y raíces vascas, sentimientos que demostró de manera solidaria en numerosas ocasiones a través de su larga y fructífera vida.